# Pogórze Izerskie

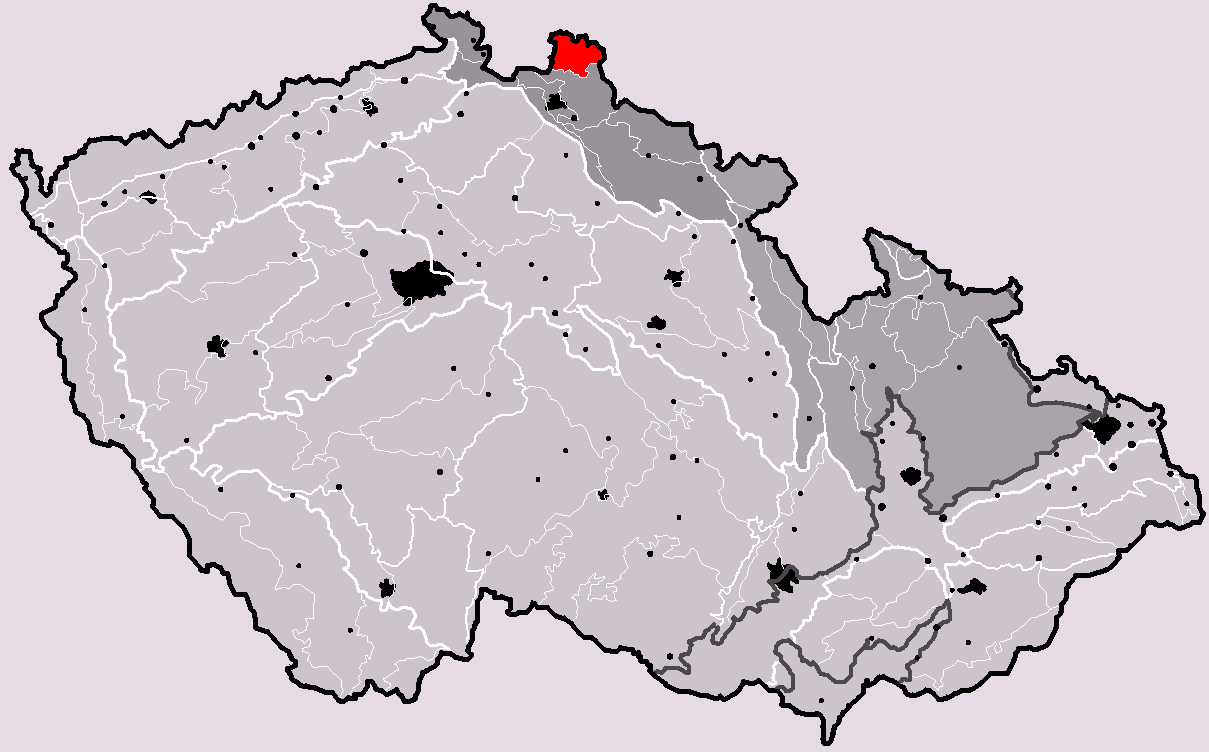
Położenie Pogórza Izerskiego na obszarze Czech

Pogórze Izerskie (cz. Frýdlantská pahorkatina, niem. Isergebirgs-Vorland, 332.26) – północne przedpole Gór Izerskich, zasięgiem obejmujące duży teren zawarty pomiędzy Nysą Łużycką na zachodzie, a rzekami Kamienna i Bóbr na wschodzie. Granica północna z Niziną Śląsko-Łużycką jest umowna i wyznaczą ją warstwica 200 m w okolicy Bolesławca. Na wschodzie Dolina Bobru oddziela je od Pogórza Kaczawskiego i Gór Kaczawskich. Na południowym wschodzie graniczy z Kotliną Jeleniogórską wzdłuż wyraźnej krawędzi morfologicznej, pokrywającej się z geologiczną. Od południa, od Gór Izerskich, oddziela je dyslokacja tektoniczna. Osią regionu jest rzeka Kwisa przepływająca przez miasta: Mirsk, Gryfów Śląski, Leśną, Lubań i Nowogrodziec.
Wyróżnia się tu następujące mikroregiony:
- Wyniosłość Działoszyńska
- Wysoczyzna Siekierczyńska
- Wzgórza Zalipiańskie
- Przedgórze Izerskie
- Dolina Kwisy
- Kotlina Mirska
- Przedgórze Rębiszowskie
- Wzniesienia Radoniowskie
- Obniżenie Lubomierskie
- Wzgórza Radomickie
- Wzniesienia Gradowskie
- Niecka Lwówecka
- Dolina Bobru
- Obniżenie Starej Kamienicy
- Wysoczyzna Rybnicy.

## Budowa geologiczna

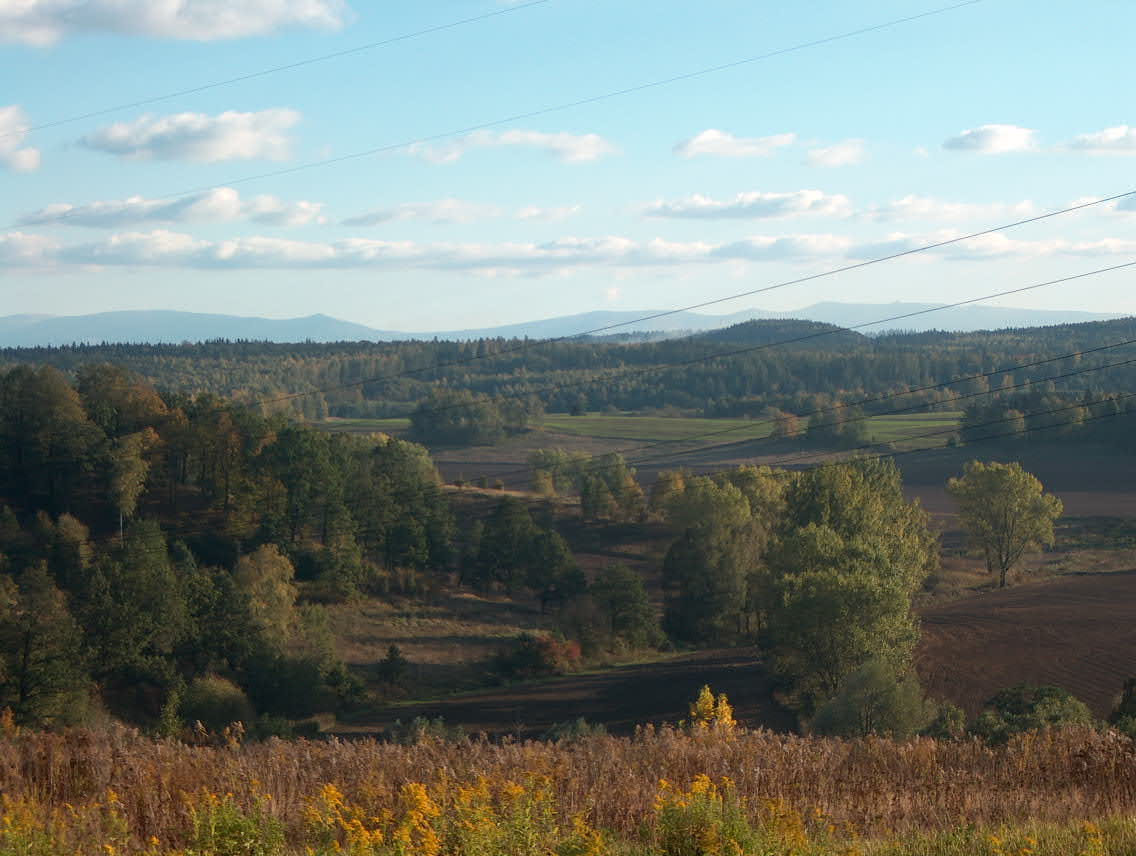
Widok na Pogórze Izerskie w Lwówku Śląskim.

Podłoże południowej części Pogórza Izerskiego stanowi blok karkonosko-izerski. Część północna obejmuje fragmenty metamorfiku kaczawskiego oraz niecki północnosudeckiej. Południowa część zbudowana jest przede wszystkim z gnejsów, a podrzędnie – łupków łyszczykowych, amfibolitów i innych skał metamorficznych. 
W okolicach Zgorzelca i Platerówki występują szarogłazy. Na północy (metamorfik kaczawski) występują: fyllity, łupki serycytowe, łupki kwarcowe, zieleńce, wapienie krystaliczne, a dalej (niecka północnosudecka) – skały osadowe: piaskowce, mułowce, wapienie, margle, gipsy i anhydryty oraz skały wulkaniczne: porfiry, melafiry i ich tufy. W kilku miejscach starsze skały przebite są przez trzeciorzędowe bazalty, które wyróżniają się jako twardziele. Starsze podłoże przykryte jest częściowo przez osady plejstoceńskie – gliny i piaski oraz lessy, a w dolinach rzecznych przez holoceńskie żwiry, piaski i mady.

## Atrakcje turystyczne
Miejscowości:
- Gryfów Śląski
- Leśna
- Lubań
- Lubomierz
- Lwówek Śląski
- Mirsk
- Nowogrodziec

Zamki:

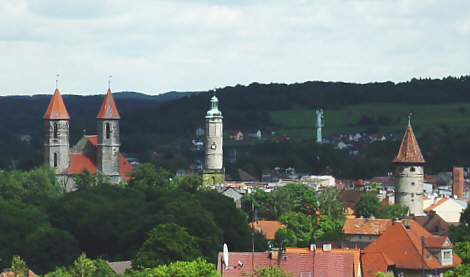
Lwówek Śląski - panorama.
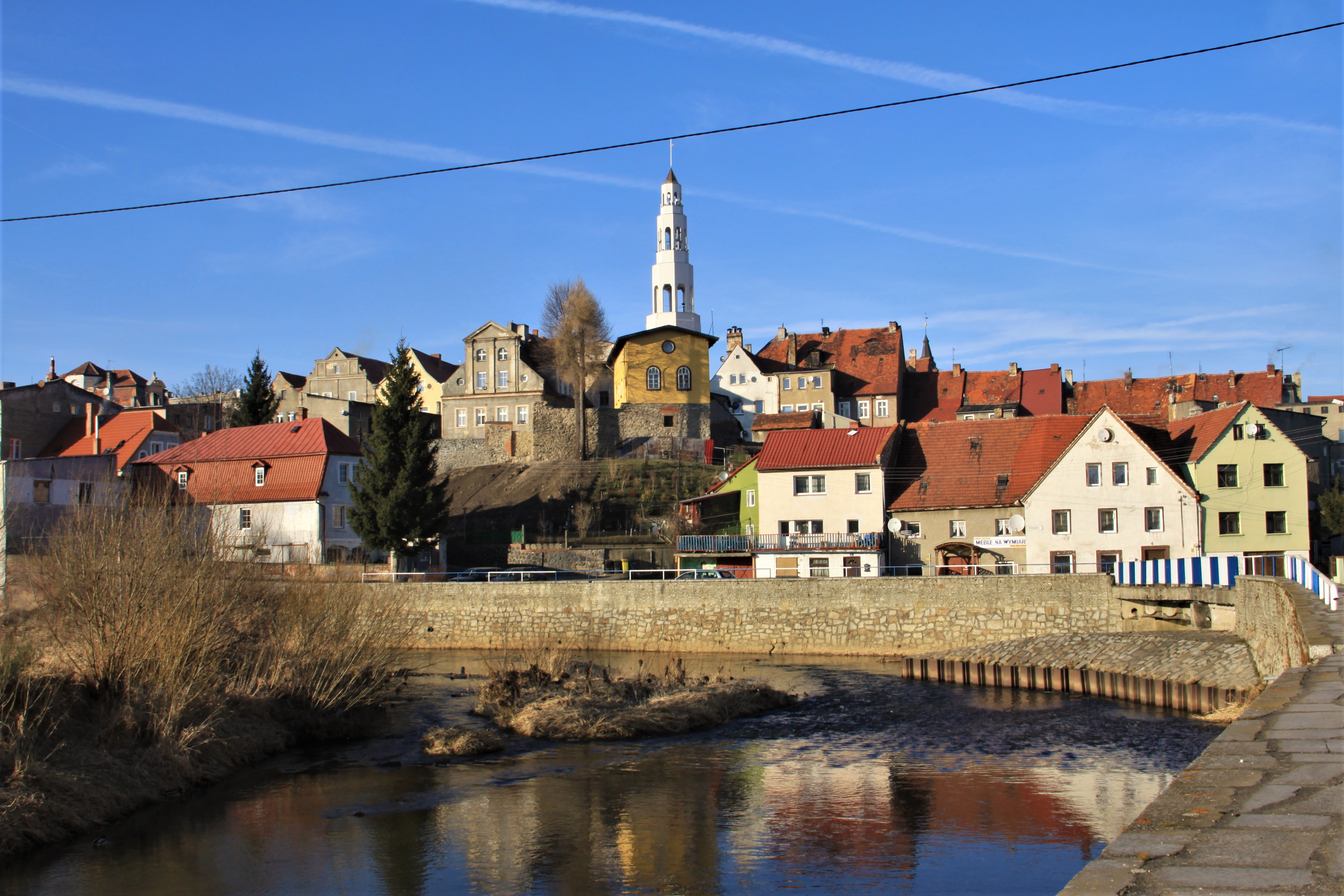
Gryfów Śląski - panorama.
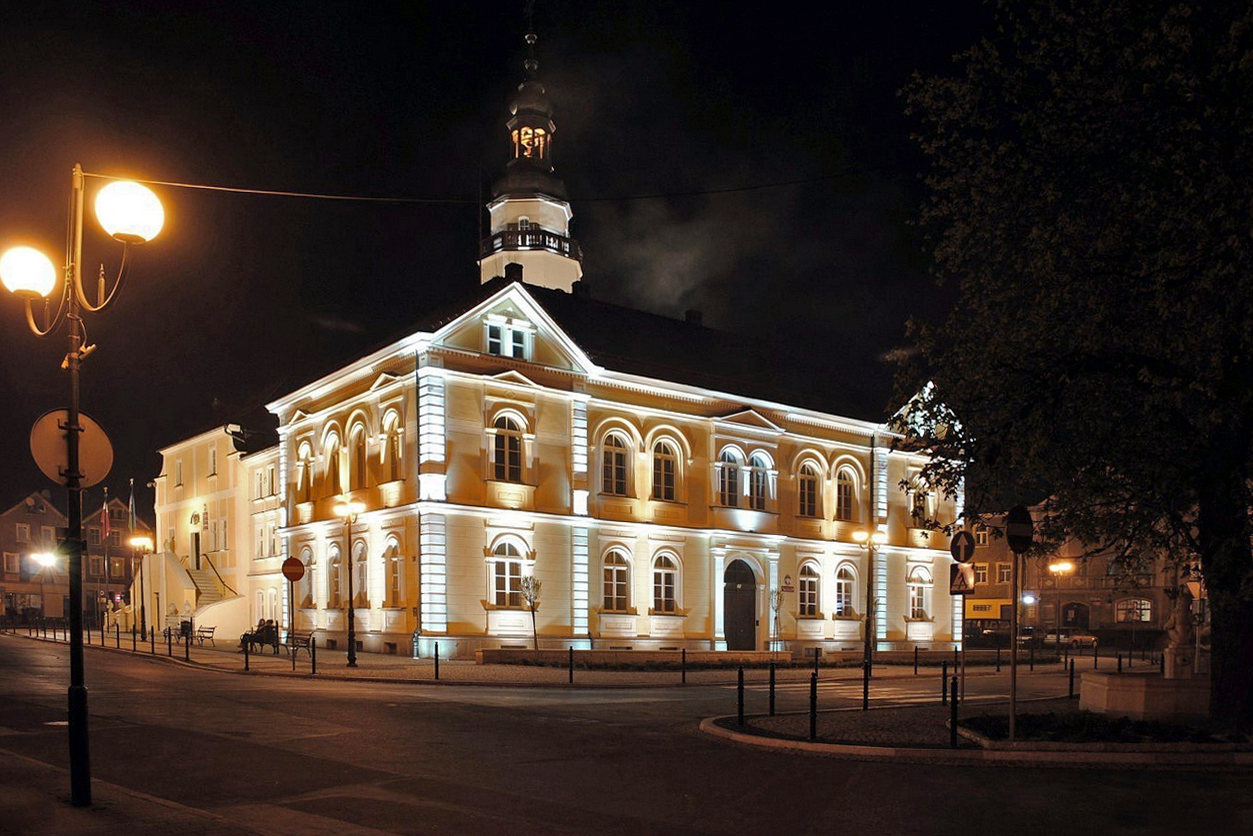
Ratusz w Mirsku.
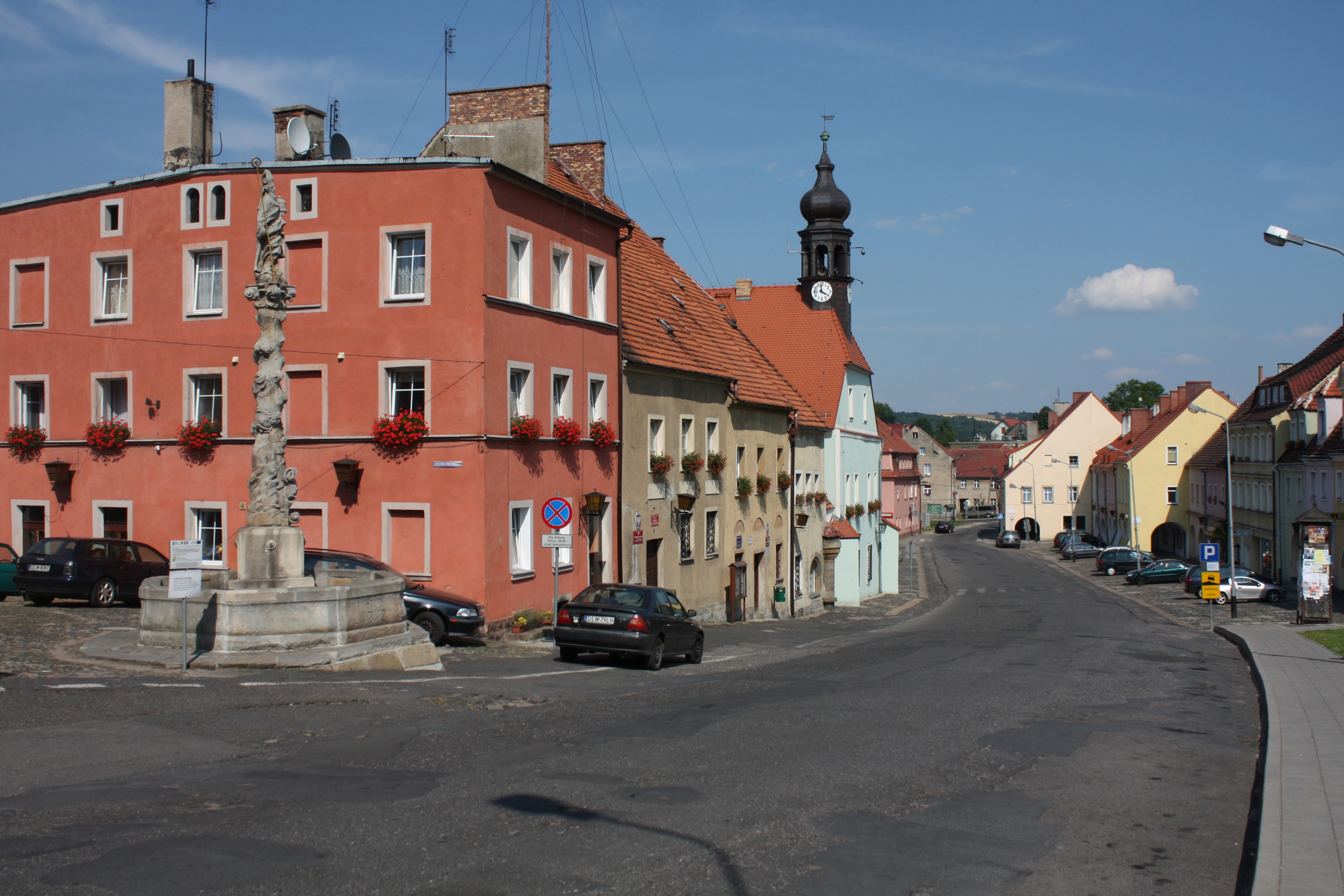
Rynek w Lubomierzu.
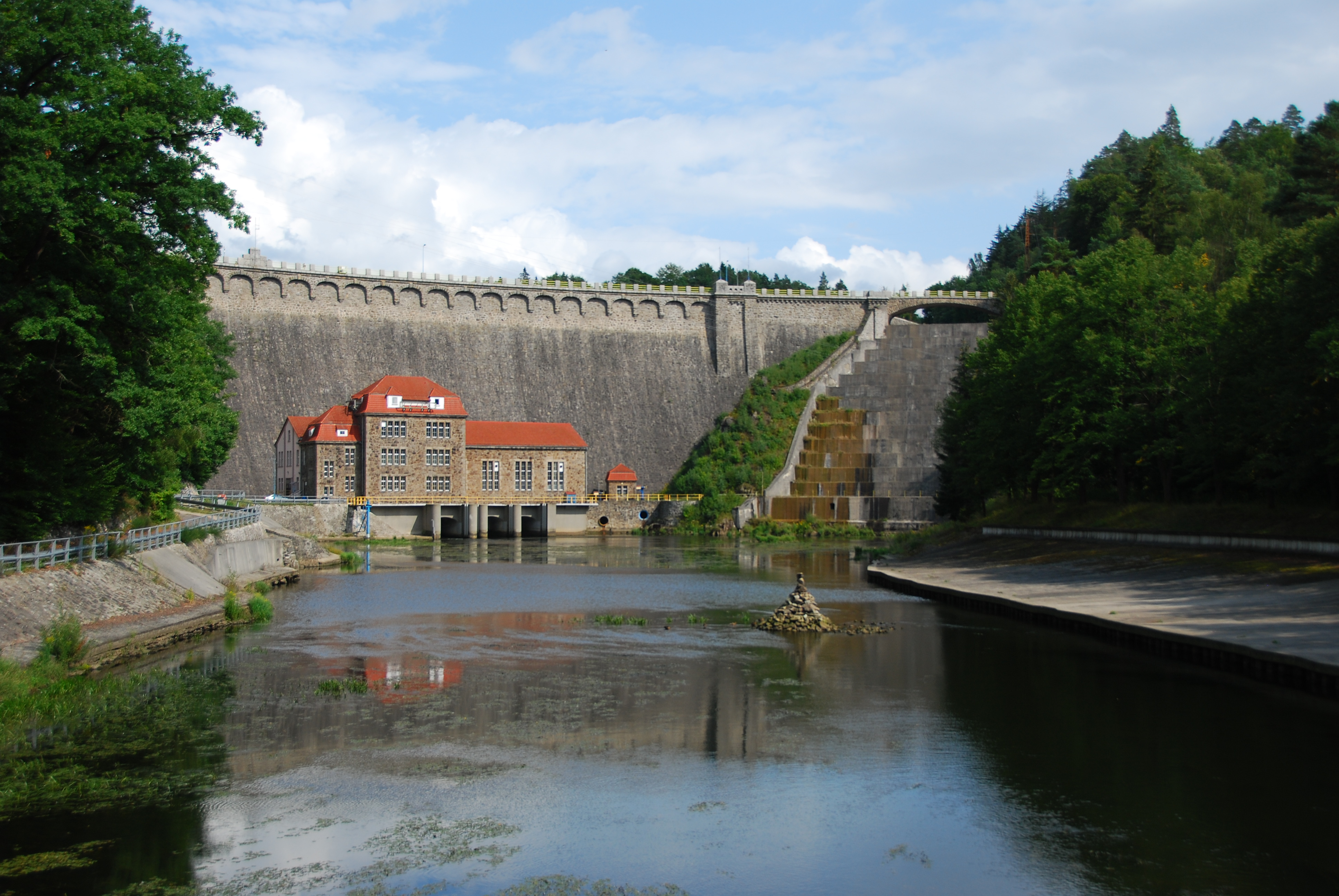
Zapora w Pilchowicach.
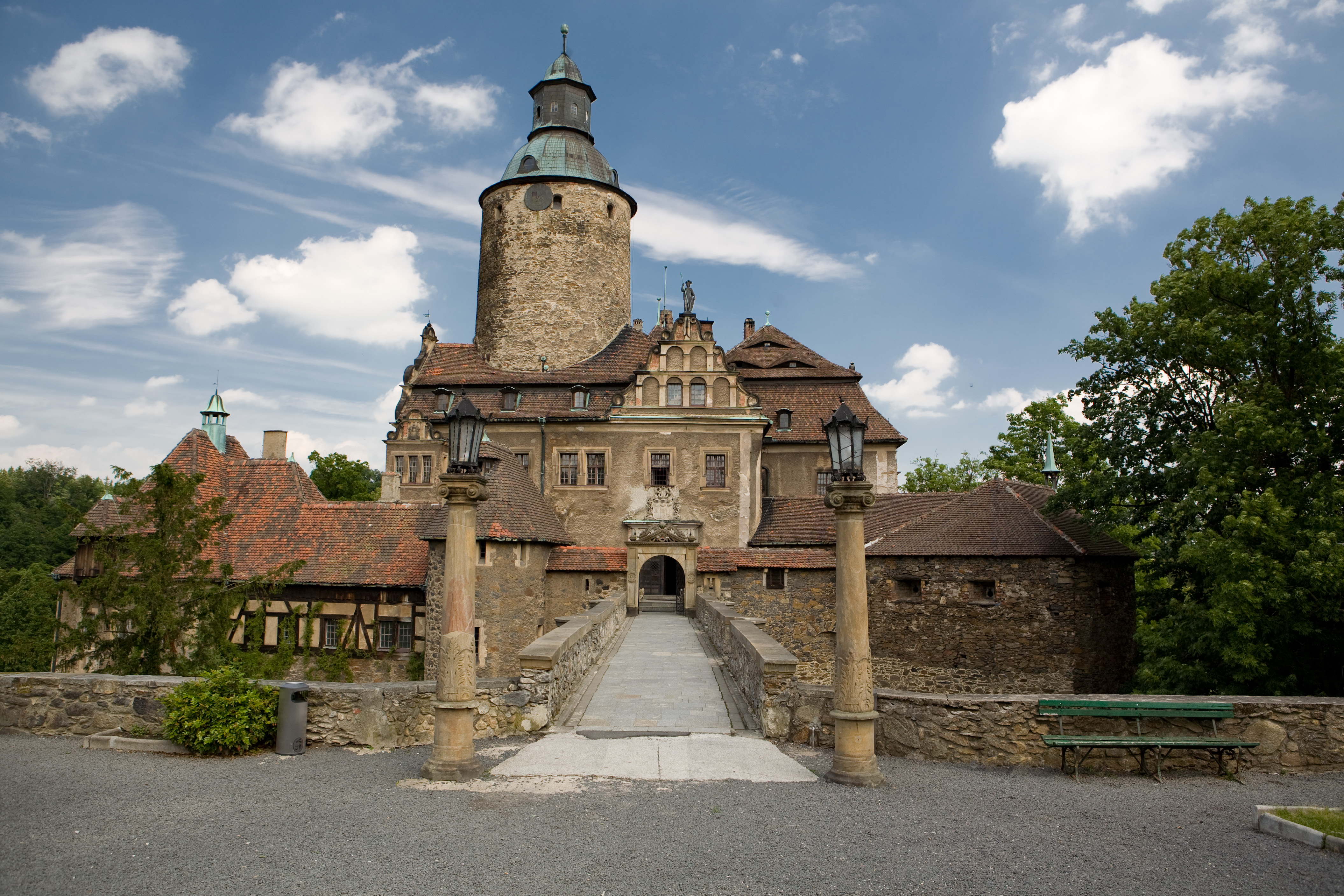
zamek Czocha
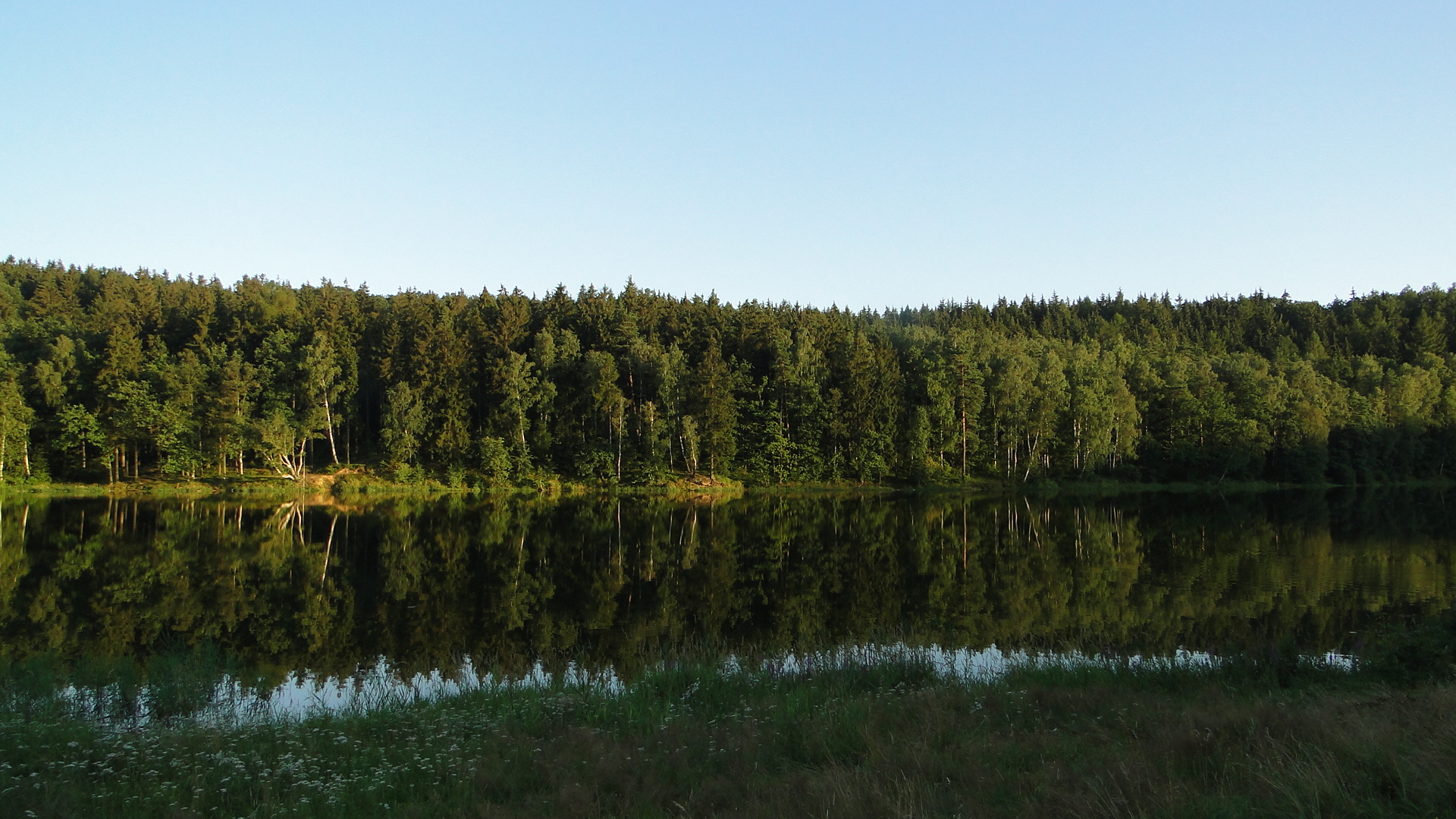
Jezioro Złotnickie.
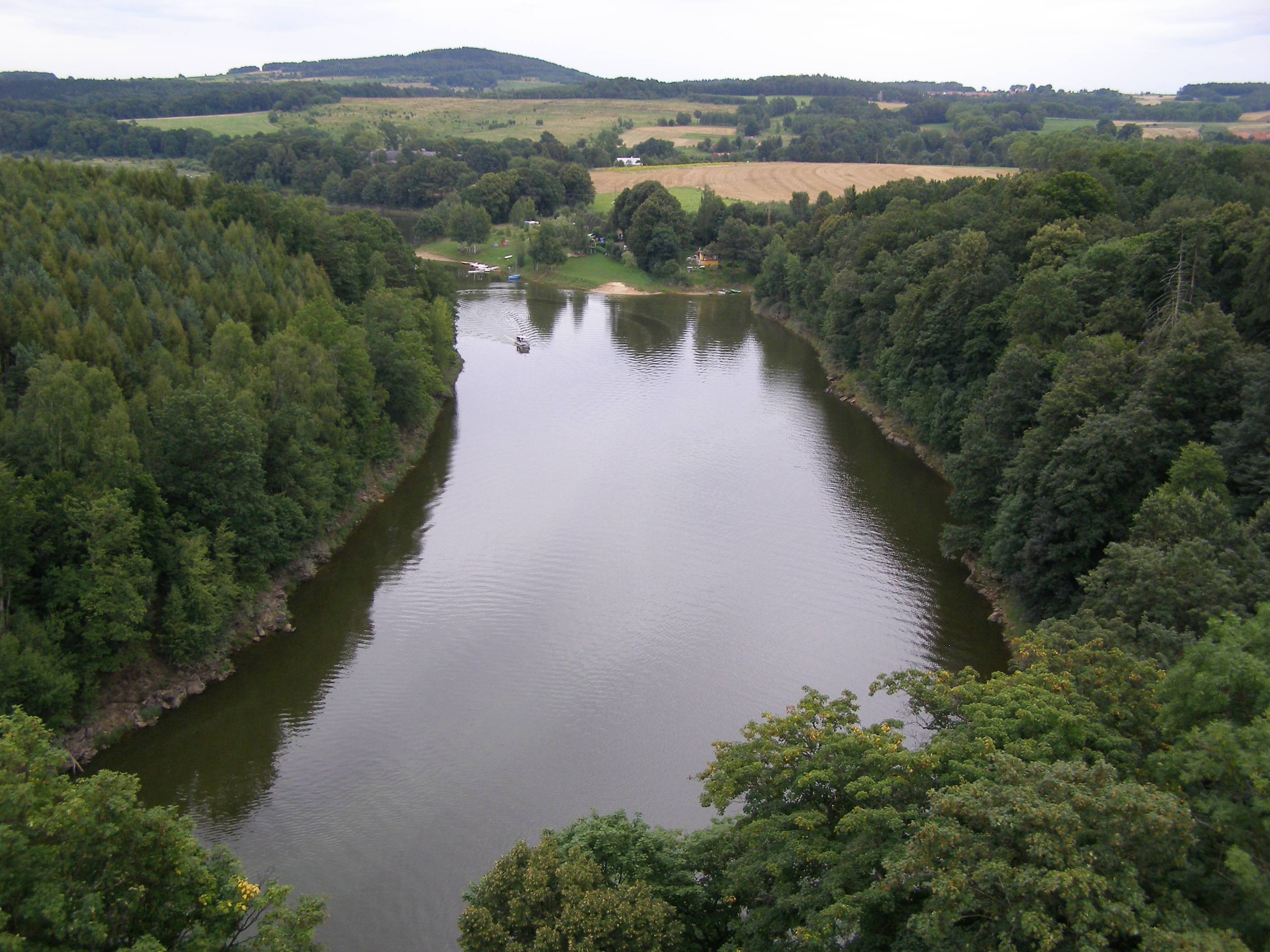
Jezioro Leśniańskie.

- zamek Gryf
- zamek Rajsko
- zamek w Świeciu

Jeziora:
- Jezioro Leśniańskie
- Jezioro Złotnickie

Inne:
- Zapora Pilchowice  - Lwówek Śląski - panorama.
  - Gryfów Śląski - panorama.
  - Ratusz w Mirsku.
  - Rynek w Lubomierzu.
  - Zapora w Pilchowicach.
  - Zamek Czocha.
  - Jezioro Złotnickie.
  - Jezioro Leśniańskie.